# Moralstatistik
Als Moralstatistik wurde im 19. Jahrhundert und frühen 20. Jahrhundert derjenige Zweig der Statistik bezeichnet, welcher sich mit den öffentlich wahrnehmbaren Willenshandlungen des Menschen beschäftigte, beispielsweise Eheschließungen, Geburten oder Delinquenz. Nicht erfasst wurden die inneren Beweggründe für diese Handlungen.
Hauptbestandteil war die Kriminalstatistik, welche die strafbaren Handlungen, deren statistische Ermittlung mit Rücksicht auf Zahl und Art der strafbaren Handlungen, die vor Gericht anhängig wurden, Alter, Geschlecht, Stand der Angeschuldigten und der Verurteilten sowie die verhängten Strafen erfasste. Die Moralstatistik betraf aber auch die Statistik von Handlungen, die zwar als unsittlich angesehen wurden, aber nicht strafbar waren oder nicht bestraft werden konnten. Bestimmte Regelmäßigkeiten wurden zunächst naturgesetzlich im Sinne einer sozialen Physik erklärt, später dann als Folgen gewisser, meist deutlich nachweisbarer sozialer oder gesetzgeberischer Vorgänge erkannt. Äußere Umstände wie Naturumgebung und gesellschaftliche Verhältnisse übten zwar einen großen Einfluss auf Entschließungen und Handlungen aus, doch seien sie nicht als eine zwingende Notwendigkeit für solche Handlungen des einzelnen oder für die Masse nachzuweisen.
Die Moralstatistik basierte auf den Arbeiten des Belgiers Adolphe Quetelets und des Franzosen André-Michel Guerry, die auf Basis ihrer Erhebungen gesamtgesellschaftliche Prognosen stellten. Im deutschsprachigen Raum befassten sich unter anderen Adolph Wagner, Georg Friedrich Knapp, Gustav von Rümelin und Wilhelm Lexis mit Moralstatistik. Émile Durkheim zog beispielsweise Adolphe Wagners empirische Daten für seine Arbeit über den Selbstmord heran.